# Trix
Trix или TRIX (от англ. triple exponential moving average — тройная экспоненциально сглаженная скользящая средняя) — осциллятор, представляющий собой процентное отношение близлежащих значений тройной экспоненциально-сглаженной скользящей средней (TMA) цен закрытия торгов за период.
Индикатор Trix был впервые представлен Джеком К. Хатсоном (англ. Jack K. Hutson) в 1980 году в статье Good Trix в журнале Technical Analysis of Stocks & Commodities, главным редактором которого он в то время являлся.

## Методика вычисления
Для получения индикатора TRIX вычисляется тройная экспоненциально сглаженная скользящая средняя цены закрытия и затем берётся процентное изменение последнего значения к предыдущему, то есть выполняется следующая последовательность действий:
{\displaystyle {\textit {EMA}}_{t}=\alpha \cdot {\textit {Close}}_{t}+(1-\alpha )\cdot {\textit {EMA}}_{t-1},}
{\displaystyle {\textit {DMA}}_{t}=\alpha \cdot {\textit {EMA}}_{t}+(1-\alpha )\cdot {\textit {DMA}}_{t-1},}
{\displaystyle {\textit {TMA}}_{t}=\alpha \cdot {\textit {DMA}}_{t}+(1-\alpha )\cdot {\textit {TMA}}_{t-1},}
{\displaystyle {\textit {TRIX}}_{t}={\frac {{\textit {TMA}}_{t}-{\textit {TMA}}_{t-1}}{{\textit {TMA}}_{t-1}}}\cdot 100,}
где {\displaystyle {\textit {TRIX}}_{t}} — значение индикатора {\displaystyle TRIX} в момент {\displaystyle t}, {\displaystyle {\textit {TMA}}_{t},{\textit {DMA}}_{t},{\textit {EMA}}_{t}} — экспоненциально взвешенные скользящие средние соответственно третьего, второго и первого порядка в момент {\displaystyle t}, {\displaystyle \alpha } — коэффициент сглаживания, {\displaystyle {Close}_{t}} — цена закрытия; индекс {\displaystyle t-1} обозначает значения соответствующих параметров в предыдущие периоды.
Коэффициент сглаживания {\displaystyle \alpha } традиционно для технического анализа выражается в количестве периодов (через величину окна усреднения):
{\displaystyle \ \alpha ={\frac {2}{n+1}}.}

## Торговые стратегии
TRIX обычно колеблется возле нулевых уровней.
Покупать следует тогда, когда индикатор меняет направление движения.
Для этого можно сравнивать текущее значение с предыдущим или его положение относительно сигнальной линии в качестве которой может выступать скользящая средняя самого индикатора.
Справедливы следующие подходы:
- Открывать длинную позицию, когда значение индикатора выше его предыдущего значения или график индикатора пересекает его сигнальную линию вверх.
- Закрывать длинную позицию, когда значение TRIX ниже его предыдущего значения или график индикатора пересекает сигнальную линию сверху вниз.

Некоторые аналитики не рекомендуют использовать Trix для коротких стратегий.

## Связь с другими индикаторами
По аналогии с формулой расчёта и сходной концепцией индикатор Trix иногда представляют как RoC для TMA.